# Géographie de la Grèce
La Grèce est un pays d'Europe situé dans le Sud des Balkans. Elle est formée de trois entités géographiques distinctes : la Grèce continentale, la presqu'île du Péloponnèse et les îles, qui représentent un cinquième de la superficie totale de la Grèce.
Les frontières terrestres de la Grèce sont partagées avec l'Albanie, la Macédoine du Nord, la Bulgarie et la petite partie européenne de la Turquie. Les côtes grecques bordent quatre mers : la mer Adriatique (côte nord de Corfou) et la mer Ionienne à l'ouest, la mer Méditerranée (golfe de Laconie et côtes méridionales de l'arc égéen) au sud, enfin la mer Égée à l'est. Cette mer recueille la majorité des îles grecques, à l'exception d'une partie des îles Ioniennes (Corfou et Céphalonie notamment).
La Grèce s'étend approximativement sur une latitude de 35°00'N à 42°00'N et une longitude de 19°00'E à 28°30'E. Il en résulte une importante variation climatique.

## Montagnes

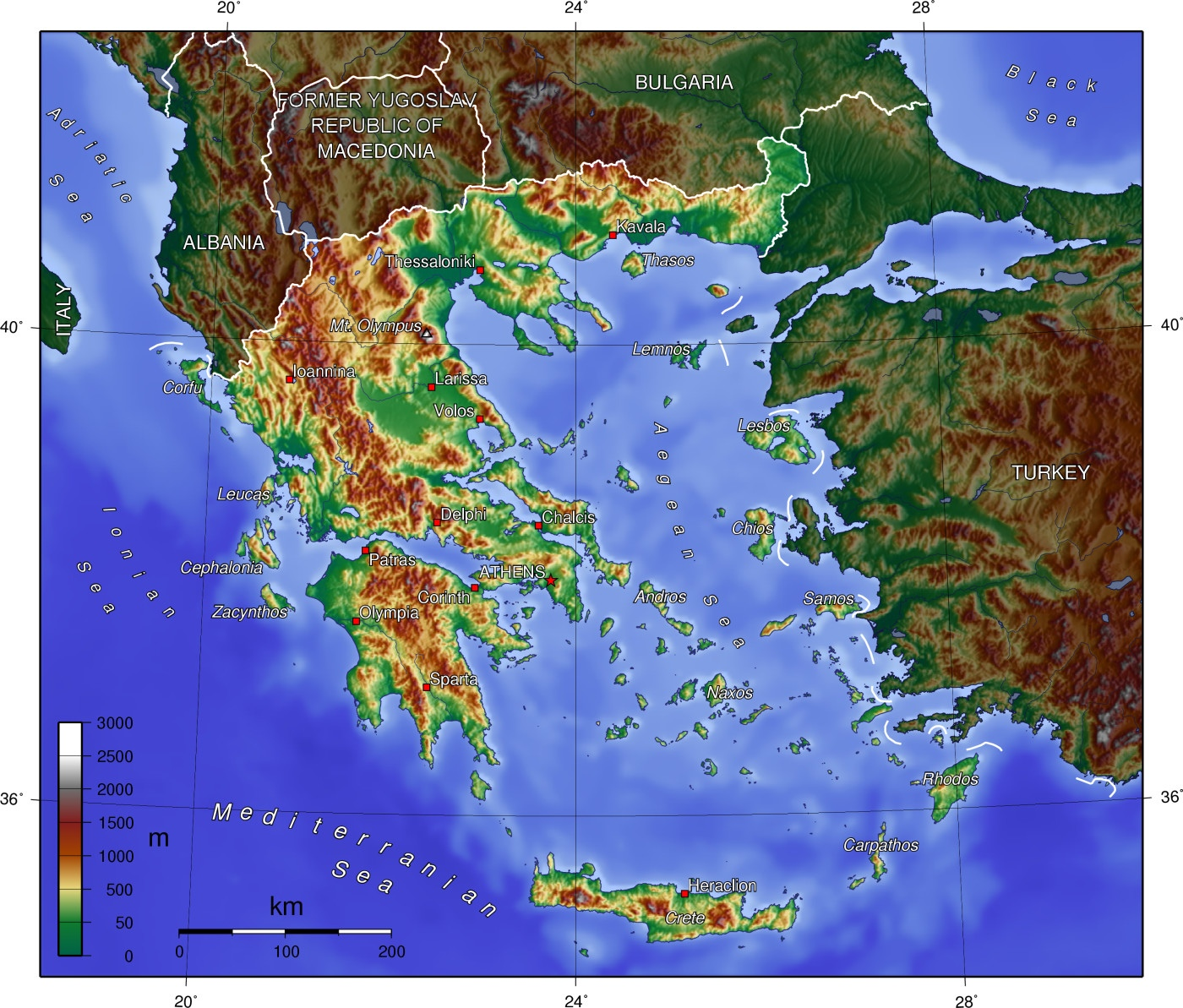
Carte topographique

Environ 80 % du territoire grec est montagneux, ce qui classe la Grèce sixième des pays montagneux d'Europe. La Grèce occidentale est une région de lacs et de marais. Les monts du Pinde forment la chaîne centrale du pays, avec une hauteur moyenne de 2 650 mètres. Cette chaîne trouve son prolongement par l'intermédiaire des îles de Cythère, Anticythère pour trouver son extrémité en Crète et à Rhodes. Les îles de la mer Égée sont les pics de montagnes sous-marines qui sont une extension géologique des monts du Pinde.
Aucun point de la Grèce n’est éloigné de plus de 100 km de la mer. Dans le Péloponnèse et la Grèce centrale, cette distance n'est même que d'une cinquantaine de kilomètres. De fait, il n’existe pas de montagne en Grèce d’où la mer ne puisse être aperçue.
La Grèce centrale et occidentale présente de hauts sommets escarpés. On y trouve de nombreux canyons et autres paysages karstiques, dont les Météores et les gorges de Vikos. Ces gorges sont d'ailleurs les plus grandes au monde et les plus profondes après celles du Grand Canyon, plongeant à plus de 1 112 mètres. 
Le mont Olympe est le point culminant de Grèce avec ses 2 917 mètres d'altitude.
Le nord de la Grèce présente une autre chaîne de montagnes, les monts du Rhodope, à cheval sur la Macédoine-Orientale-et-Thrace et la Thrace. Cette région est également recouverte de vastes et épaisses forêts centenaires comme celle de Dadia.
Les plaines se trouvent principalement en Thessalie orientale, en Macédoine-Centrale et en Thrace.

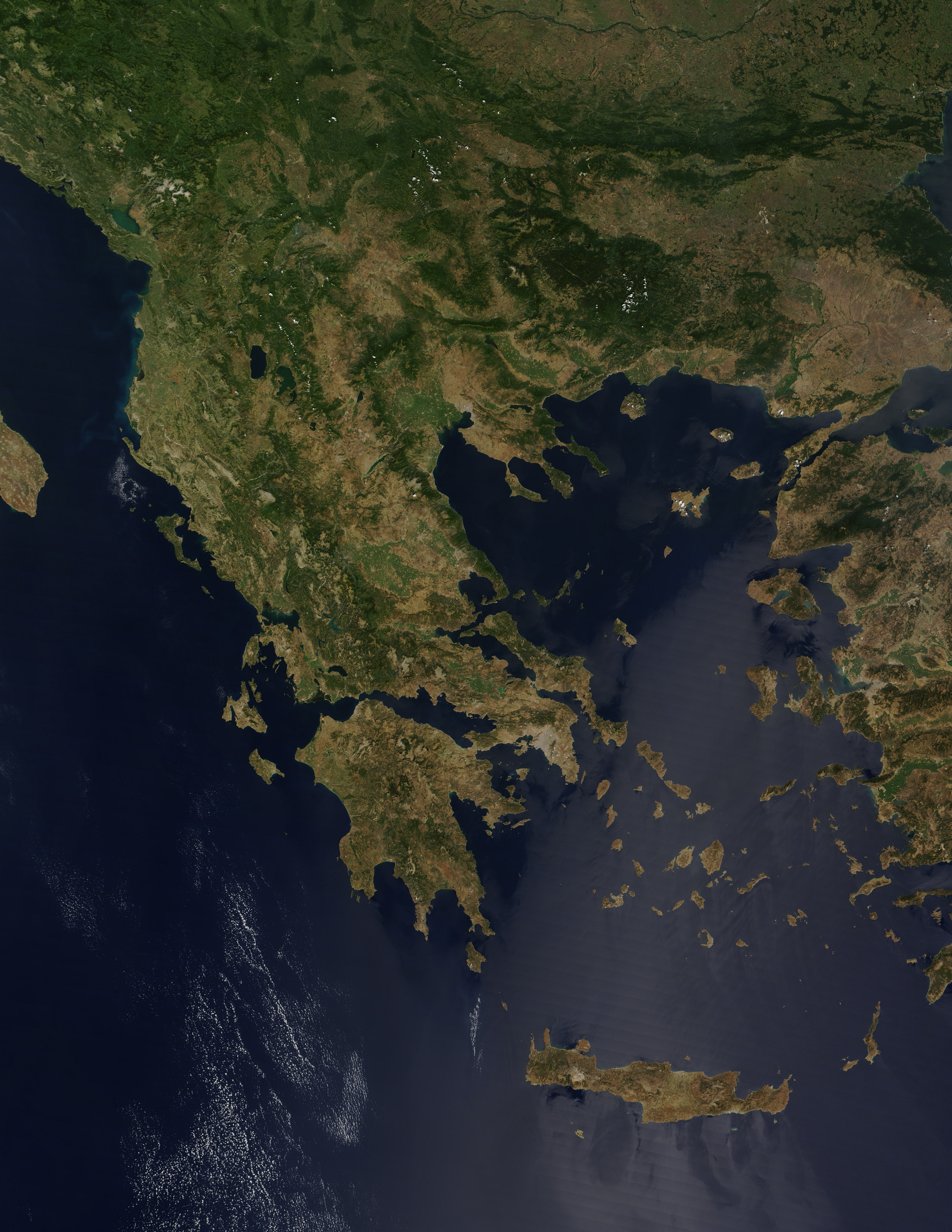
La Grèce vue par satellite, Août 2004

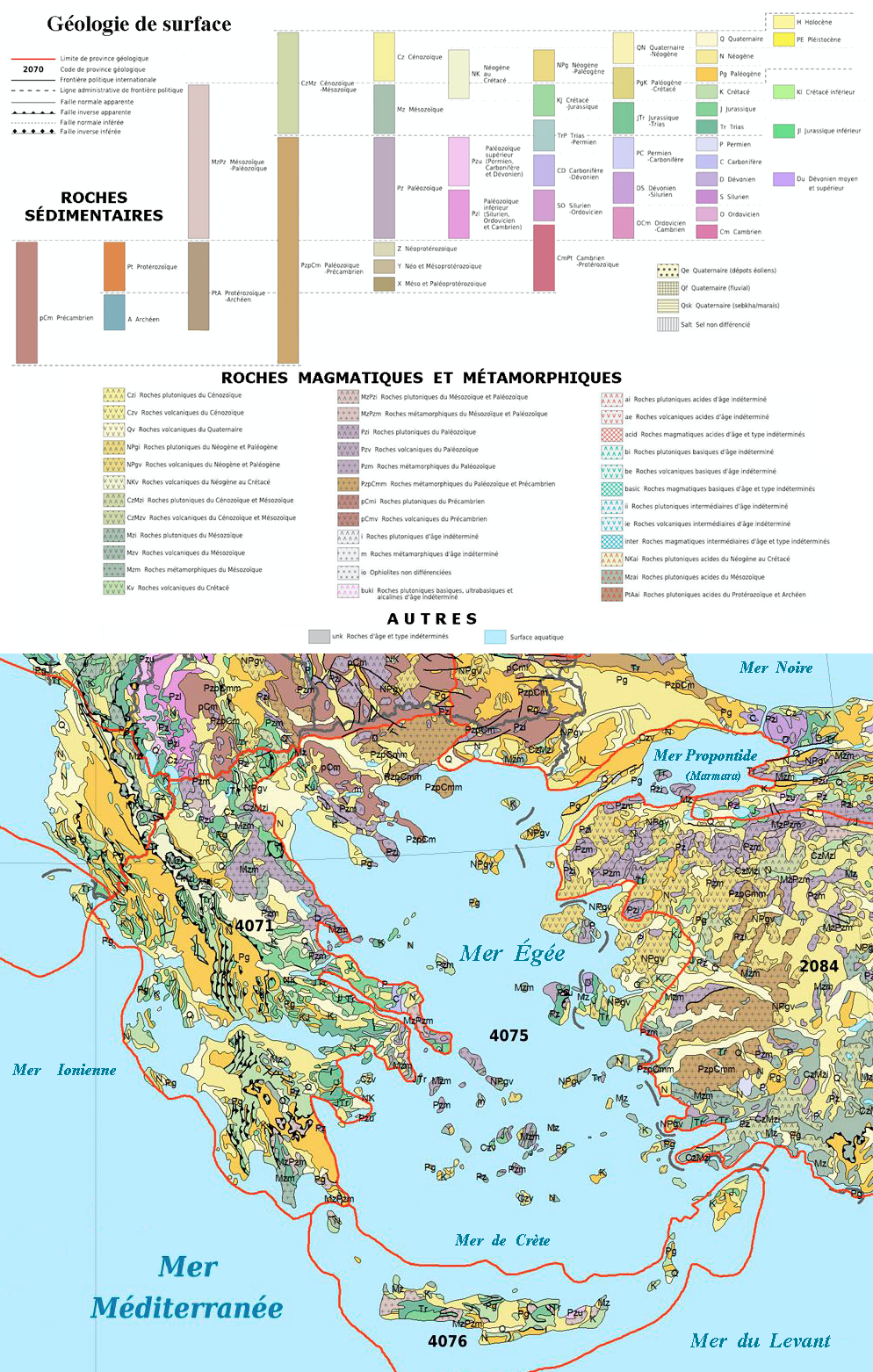
Géologie de la Grèce

| Montagne         | Région                | Altitude (en mètres) |
| ---------------- | --------------------- | -------------------- |
| Mont Olympe      | Macédoine-Occidentale | 2 920                |
| Smolikas         | Épire                 | 2 631                |
| Gramos           | Épire                 | 2 522                |
| Voras            | Macédoine-Occidentale | 2 521                |
| Gionia           | Grèce-Centrale        | 2 510                |
| Tymfi            | Épire                 | 2 499                |
| Mont Parnasse    | Grèce-Centrale        | 2 458                |
| Psiloritis (Ida) | Crète                 | 2 456                |
| Lefká Óri        | Crète                 | 2 454                |
| Athamanika Ori   | Épire                 | 2 393                |
| Vardoussia       | Grèce-Centrale        | 2 413                |
| Taygète          | Péloponnèse           | 2 404                |
| Mont Cyllène     | Péloponnèse           | 2 374                |
| Aroania          | Péloponnèse           | 2 338                |
| Varnous          | Macédoine             | 2 329                |
| Tymfristos       | Grèce-Centrale        | 2 312                |
| Lakmos           | Épire                 | 2 294                |
| Pinde            | Épire                 | 2 249                |

## Fleuves et lacs
La formation de fleuves est limitée par le faible degré de précipitations et le morcellement du relief. Les grands fleuves sont ainsi assez peu nombreux et certains trouvent même leur source à l'extérieur du territoire grec.
Dans l’Antiquité, les routes principales suivaient les cours d'eau, et la rivière Évros était à l'époque navigable. De nos jours, des voies navigables sur le Mesta et le Vardar sont à l'étude.
En avril 2006, 22 villes grecques se sont unies en un réseau de villes fluviales dans le but de lutter contre la pollution des rivières et de coordonner leurs efforts.
Il y a en Grèce 21 lacs, dont quatorze artificiels, qui recouvrent une superficie de 59 900 hectares. Ils se trouvent dans une grande moitié nord du pays.
| Fleuves   | Longueur (en km) |
| --------- | ---------------- |
| Aliakmon  | 297              |
| Achéloos  | 220              |
| Pinios    | 205              |
| Évros     | 204              |
| Nestos    | 130              |
| Strymon   | 118              |
| Thiamis   | 115              |
| Alfios    | 110              |
| Arachtos  | 110              |
| Enipefs   | 84               |
| Eurotas   | 82               |
| Assopos   | 80               |
| Louros    | 80               |
| Sperchios | 80               |
| Megdovas  | 78               |
| Axios     | 76               |
| Aoos      | 70               |
| Gallikos  | 70               |
| Ladonas   | 70               |
| Mornos    | 70               |
| Pinios    | 70               |

| Lac              | Région                        | Superficie (en km2) |
| ---------------- | ----------------------------- | ------------------- |
| Trichonis        | Grèce-Centrale                | 95,840              |
| Volvi            | Macédoine-Orientale-et-Thrace | 70,353              |
| Vergoritis       | Macédoine-Occidentale         | 54,311              |
| Bistonis         | Thrace                        | 45,030              |
| Lac Korónia      | Macédoine-Orientale-et-Thrace | 42,823              |
| Petit lac Prespa | Macédoine-Occidentale         | 42,541              |
| Grand lac Prespa | Macédoine-Occidentale         | 39,040              |
| Kerkíni          | Macédoine-Occidentale         | 37,668              |
| Kastoria         | Macédoine-Occidentale         | 28,665              |
| Lac Pamvotis     | Épire                         | 19,470              |
| Iliki            | Grèce-Centrale                | 19,118              |
| Doiranis         | Macédoine-Orientale-et-Thrace | 15,350              |
| Amvrakía         | Grèce-Centrale                | 14,477              |
| Lysimachía       | Grèce-Centrale                | 13,085              |

## Climat
Bien que la Grèce soit considérée comme ayant un climat typiquement méditerranéen, on trouve cependant une variété de sous-climats selon les régions :
- Le nord et l'intérieur du pays sont les régions les plus froides en hiver et sont également les plus sèches. Les montagnes sont recouvertes de neige. L'été y est très chaud et orageux et le vent limite la trop grande hausse des températures.
- La côte ouest est la plus arrosée de Grèce. Les hivers y sont froids et le vent de la mer adoucit les températures en été.
- La côte est, en hiver, est la moins humide du pays. Les hivers y sont très secs. En été, la chaleur est caniculaire, en particulier sur le continent.
- En Crète et en mer Égée, il pleut relativement souvent en hiver (un jour sur trois en Crète). Cependant les hivers y sont très doux et la température de la mer peut atteindre les 15 °C. L'été peut y être très chaud, à moins que l’Étésien (vent du nord) ne souffle et ne fasse redescendre quelque peu les températures.

De manière générale, l'année peut être divisée en deux saisons principales : une première période relativement froide et pluvieuse à partir du mois de novembre jusqu'à fin mars, et une saison chaude et sèche à partir du mois d'avril jusqu'au mois de septembre.

## Détails
Situation : sud de l'Europe, bordée de la mer Ionienne et la mer Égée.
Superficie :
- totale : 309 050 km2 ;
- terres émergées (continent + îles) : 130 860 km2 ;
- eaux : 1 140 km2 de lacs et rivières, 177 050 km2 de mers et golfes.

Frontières :
- totales : 1 935 km ;
- dont : Albanie 282 km, Bulgarie 494 km, Turquie 931 km (206 km le long de la rivière Évros au nord-est de la Grèce et 725 km en mer Égée entre la Thrace et Rhodes), Macédoine du Nord 228 km.

Côtes : 15 021 km
Îles :
- Îles Ioniennes : Corfou, Paxos, Ithaque, Céphalonie, Leucade et Zante.
- Dodécanèse
- Cyclades
- Crète
- Égine et Îles du Golfe Saronique
- Îles du Nord de l'Égée: Lesbos, Samos, Chios
- Sporades : Skiathos, Skópelos, Alonissos, Skyros
- Samothrace
- Eubée

Revendications maritimes :
- plateau continental : profondeur de 200 m ou profondeur des exploitations ;
- eaux territoriales : 12 milles marins.

Relief : principalement montagneux, avec des chaînes de montagnes s'étendant jusque dans la mer sous forme de péninsules ou d'îles.
Altitude :
- point le plus bas : Mer Méditerranée : 0 m
- point le plus élevé : Mont Olympe : 2 919 m

Ressources naturelles : bauxite, lignite, pétrole, marbre, zinc, nickel, plomb, hydroélectricité, blé, fruits, tabac, olives, sel, betterave à sucre, vigne, coton, élevage.
- terre arable : 19 % ;
- forêts : 50 % ;
- autre : 23 % ;

Terres irriguées : 13 140 km2 (est. 1993)
Risques naturels : importants séismes
Problèmes environnementaux : pollution de l'air, pollution de l'eau

### Incendies de l'été 2007

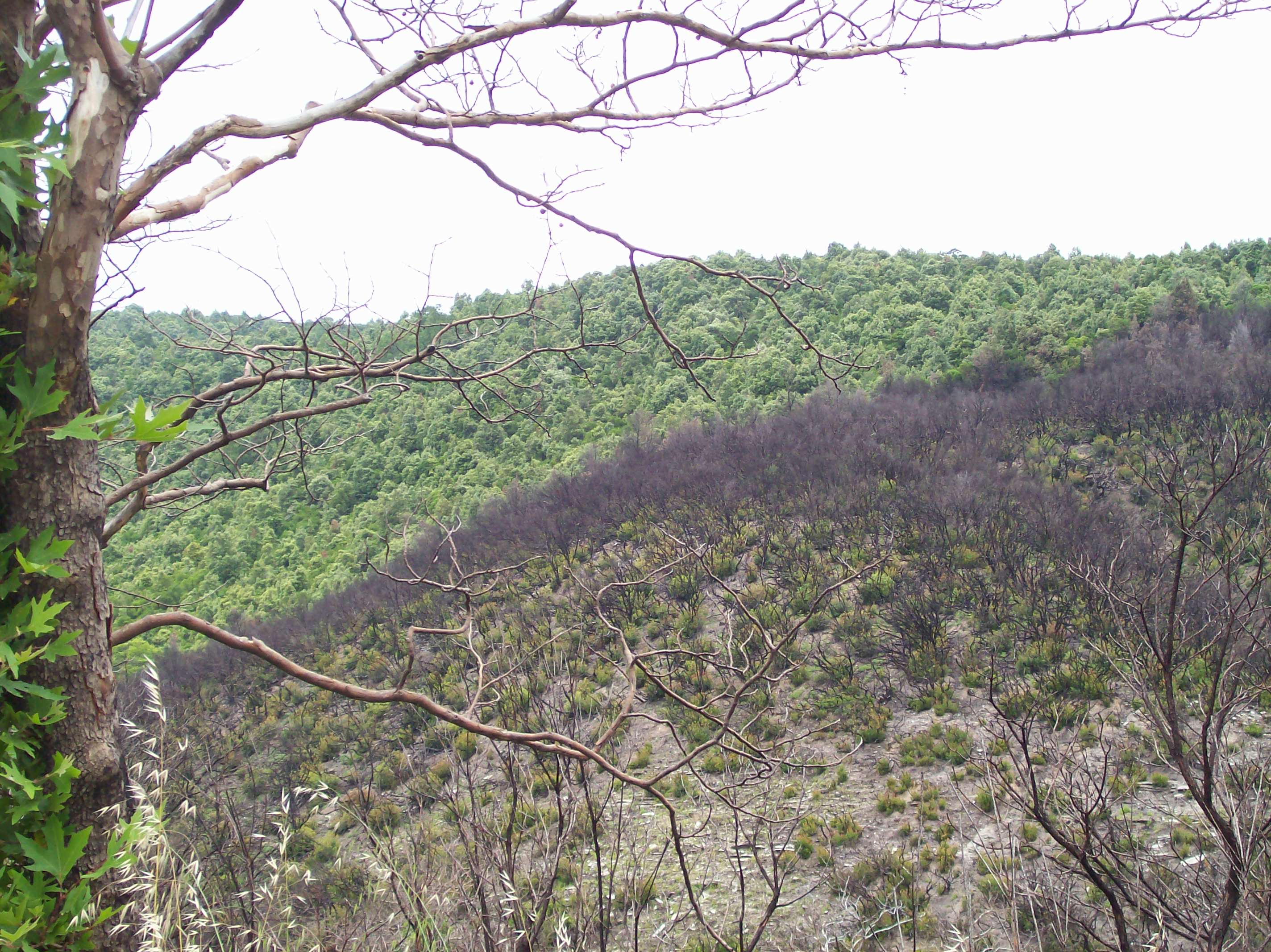
Traces des incendies ayant ravagé une partie du Pélion.

La quasi-absence de pluie à l'hiver 2006-2007 alliée à un passage rapide du printemps à l'été et des périodes de canicule inhabituelles en juin et juillet ont créé des conditions d'inflammabilité extrême en Grèce à l'été 2007. Trois vagues d'incendies se sont succédé, tuant 65 personnes et ravageant près de 200 000 hectares. Les incendies se sont surtout concentrés dans la région du Péloponnèse et du Pélion, une péninsule située dans le nord-est de la Grèce dans la région de Thessalie,.